# HFC Bank Stadium
L'HFC Bank Stadium è un impianto sportivo polivalente situato a Suva nelle Figi.
L'HFC è utilizzato principalmente per partite di rugby league, rugby union e calcio e dispone di una pista e di un campo adatti alle competizioni mondiali. Lo stadio ha una capacità totale di 4300 persone.